# Andreas Hajdusic
Andreas Hajdusic (* 12. Jänner 1987 in Wien) ist ein österreichischer Schauspieler und Musiker.

## Leben
Andreas Hajdusic, aufgewachsen in Berndorf an der Triesting, besuchte die Waldorfschule in der „Rudolf Steiner Landschule“ in Schönau an der Triesting. Er erhielt seine Schauspielausbildung von 2005 bis 2009 am Prayner Konservatorium für Musik und Dramatische Kunst in Wien, wo er den Diplomstudiengang „Schauspiel“ bei Olga Felber und Friedrich Wagner belegte und
mit Auszeichnung diplomiert wurde.
Nach dem Abschluss seiner Ausbildung hatte er ab 2010 Theaterengagements beim Theater Westliches Weinviertel, wo er in Stücken von Martin McDonagh, Peter Turrini, Sibylle Berg, Stefan Zweig, Axel Hellstenius, Peter Shaffer und Felix Mitterer auftrat. 2012 gastierte er bei den Sommerspielen Floridsdorf als Leonato in der Komödie Die Irren von Valencia von Lope de Vega. 2013 spielte er im Rahmen des „Viertelfestivals Niederösterreich“ im Retzer Erlebniskeller den blinden Bibliothekar Jorge von Burgos in einer Theaterfassung von Umberto Ecos Roman Der Name der Rose.
Weiters trat er mehrfach bei den Wiedner Bezirksfestwochen in der Programmreihe „Theater im Gemeindebau“ auf.
2015 und 2016 verkörperte er im Retzer Erlebniskeller als James Maybrick einen der Hauptverdächtigen in den „Jack the Ripper“-Fällen. 2017 stand er im Rahmen des „Viertelfestivals Niederösterreich“ in der Uraufführung des Theaterstücks Führerbunker. Berlin, April 1945 als Adolf Hitler auf der Bühne.
Hajdusic wirkte außerdem in einigen Kurzfilmen, unter anderem in Zusammenarbeit mit der Filmakademie Wien, sowie in Kino- und TV-Produktionen mit. In der 19. Staffel der österreichischen TV-Serie SOKO Kitzbühel (2020) hatte er eine der Episodenhauptrollen als tatverdächtiger Besitzer einer Cannabis-Plantage.
Hajdusic ist Schlagzeuger in der Thrash-/Hardcore-Punk-Band „Enuff Talk“ und komponiert mit seiner Gitarre und Mundharmonika Lieder im Wiener Dialekt. 2021 erschien sein Solo-Debütalbum I Glaub I Muass Mi Hilegn, das von dem österreichischen Musiker und Produzenten Chris Canis produziert wurde, beim Independent-Label Canis Records. Hajdusic lebt in Wien.

## Filmografie (Auswahl)
- 2012: SOKO Donau: Borderline (Fernsehserie, eine Folge)
- 2020: SOKO Kitzbühel: Survival Dinner (Fernsehserie, eine Folge)
- 2020: Tatort: Pumpen (Fernsehreihe)
- 2020: SOKO Donau: Puzzle (Fernsehserie, eine Folge)